# Тригониасы
Тригониасы (лат. Trigonias) — род вымерших безрогих носорогов, обитавших в Северной Америке.

## Внешний вид и строение
Тригониасы были величиной с тапира — длина их тела 2,5 м, а масса 120—400 кг. Передние ноги тригониасов с пятью пальцами (пятый палец атрофировался, хотя V пястная кость (метакарпаль) сохранилась), задние ноги с тремя пальцами. Череп вогнутый, седловидный. Обладали полным набором зубов, кроме редуцированных клыков и третьей пары резцов.

## Места и древность находок
Тригониасы обитали на территории США (Колорадо, Монтана, Небраска, Северная и Южная Дакота, Вайоминг) и Канады (Саскачеван) в позднем эоцене.

## Образ жизни
Учёные не могут точно определить, каким был образ жизни тригониасов. Их окаменелости находят в руслах рек или недалеко от водных потоков, поэтому делают вывод о полуводном образе жизни этих зверей, но это предположение поддерживают далеко не все специалисты.

## Виды
Выделяется два вида тригониасов:
- Тригониас Осборна (Trigonias оsborni)
- Тригониас Уэльса (Trigonias wellsi)